# Merindad de Saldaña
Merindad de Saldaña fue una división administrativa de la Corona de Castilla, vigente durante la 
Edad Media, cuya descripción figura en el libro Becerro de las Behetrías de Castilla, redactado por 
las Cortes de Valladolid de 1351, cuando el estamento de los hidalgos solicitó al rey Pedro I la 
desaparición de las behetrías mediante su conversión en tierras solariegas. La merindad saldañesa comprendía localidades que forman parte de las actuales provincias de Palencia y León (153 localidades, 42 despoblados y 2106,13 km²).
La investigación de la que resultó el Becerro de las behetrías de Castilla se hizo únicamente para parte de la Castilla al Norte del río Duero. No aparecen gran parte de las provincias de Soria y La Rioja y no están en su totalidad las de Ávila, Segovia y Castilla la Nueva, entre otros territorios.  
Las restantes merindades que figuran en el Becerro son: Cerrato, Infantazgo de Valladolid, Monzón, Campos, Carrión, Villadiego, Aguilar, Liébana-Pernia, Asturias de Santillana (Santillana del Mar), Castrojeriz, Candemuñó, Burgos-Ubierna, Castilla Vieja y Santo Domingo de Silos.

## Ámbito territorial
Según el Becerro de las behetrías de Castilla, las localidades que formaban parte de la Merindad de Saldaña en 1352:
Otero Aldea de Grado (Otero de Guardo), Valcouero (Valcovero), Villa Nueua de Monneca (Villanueva de Arriba), 
Miduerna (Viduerna), Controçisa (Intorcisa), Villa Oliua (Villaoliva), Pino Çerca de Miduerna (Pino de Viduerna), Cornon de Pero Martínez (Cornón), Barrio (término de Santibáñez de la Peña), Avinante (Aviñante).
Eras (Las Heras), Mantinos (Mantinos), Guardo (Guardo), Velliolla (Velilla de Río Carrión), Villalua (Villalba de Guardo), Monneca (Muñeca), Sant Roman de Pennas (San Román de Entrepeñas, término de Santibáñez de la Peña),
Villa Fría (Villafría), Castreion (Castrejón de la Peña), Guantes (San Pedro de Guantes, término de Villanueva de la Peña), Villa Nueua de la Penna (Villanueva de la Peña), Vellosiello (Vellosillo, término de Pisón de Castrejón), Cantoral (Cantoral), Pisón (Pisón de Castrejon), Tarilonte (Tarilonte), Traspenna (Traspeña), 
Villiella cerca de Villa Uerde (Velilla de Talironte), Villa Buedo (Boedo), Uilla Uerde çerca de Tarilonte (Villaverde de la Peña), Rio Cueua (Recueva), Couillo çerca de Cantoral (Cubillo de Castrejón), Rescales (Roscales), Villa Nueua de Fuente Echa (Villanueva de Abajo), Bannos (Baños de la Peña), Candiuela (Canduela, término de Baños de la Peña), Cuerno (Cuerno, es el actual Santa Ana), Fuente Echa (Fontecha), Cornoçillo (Cornoncillo), Reto Menudo (Ríos Menudos), Respenda (Respenda de la Peña), San Martín de los Molinos (San Martín del Obispo), Varaiosos (Barajores), Villa Alueto (Villalveto), Agüero (Agüero), Villa Sila (Villasila)
Villa Melendo (Villamelendro), Fuer Soto (Itero Seco, al margen está apuntado como "Fuer Seco"), Fresnuelo (Fresnillo), Ferreruela (Onteruela, término de Vega de Doña Olimpa, al margen está apuntado como "Ferruela"),
Villota de la Vodega (Villota del Duque), Villa Nueua (Villanueva del Monte), Membrella (Membrillar), 
Vega (Vega de Doña Olimpa), Quintanilla de Don Sonna (Quintanilla de Onsoña, al margen está apuntado como "Quintaniella"), Casares (Casares, término de Renedo de la Vega), Alualaçera de Sallan (Albalá de la Vega), 
Bustiello de la Vega (Bustillo de la Vega), Memimbre (Memimbre, término de Bustillo de la Vega), Villa Olquite (Villorquite del Páramo), Quintana de la Vega (Quintanadíez de la Vega), Villa Entodomingo (Villantodrigo), 
Villa Frandes (Villafrades, término de San Martín del Valle), Uilla Gaton (Villagatón, término de Villarrobejo), Villarmienco (Villarmienzo), Çeladiella (Celadilla del Río), Villa Lafuente (Villalafuente),
Villa Rodrigo (Villarrodrigo), Villa Pan (Villapún), Villa Luenga (Villaluenga de la Vega), Gauinos (Gabinos, hoy fundido como parte de Villaluenga, es el barrio de las primeras casas según se llega desde Saldaña), 
Sant Yuannez (Santibáñez, término de Barrios de la Vega), Pedrisiella (Pedrosa de la Vega), Sant Ovenna (Santovenia, término de Quintanadíez de la Vega), Saldanna (Saldaña), Renedo çerca de Meslares (Renedo de la Vega), Lerenes (Lerones, término de Renedo de la Vega), Sallan (Santillán de la Vega), Aldea (Aldea, término de Saldaña), Sant Lloreynte (San Llorente del Páramo), Vusto Çirio (Bustocirio, término de San Lorente del Páramo), Lagonilla (Lagunilla de la Vega), Villa Gustos (Villagustigo, término de Villarabé), Villa Rabe (Villarrabé), Villa Reueio (Villarrobejo), Sant Martin de Valle (San Martín del Valle), Velliellas (Velillas del Duque), Fresno (Fresno del Río), Vellosilla (Villosilla de la Vega), Hazera (Acera de la Vega), 
Pino del Río (Pino del Río), Villa Fruel (Villafruel), Val Cauado (Valcavado, término de Saldaña), Arniellas de Nunno (Arenillas de Nuño Pérez), Villa Han de Suso (Villahán de Suso, término de Villanuño de Valdavia), 
Villa Han de *Suso (Villahán de Yuso, término de Villanuño de Valdavia), Villambroz (Villambroz), Lobera (Lobera), Retuerto (Retuerto, término de Pedrosa de la Vega), Villa Cuerno (Villacuerno, término de Barrios de la Vega), Carbonera (Carbonera), Villa Rilda (Villarrilda, término de Villapún), Villota del Páramo (Villota del Páramo), Santolaia (Santa Olaja de la Vega), Mozrales (Moslares de la Vega), Val Cauadillo (Valcavadillo),
Sant Martin (San Martín o Cornón de Yuso, término de Villarmienzo, situado en la Martineja), Villarias (Villaires), Gañinas (Gañinas), Coruon de Suso (Cornon de Suso, término de Villarmienzo), Çegaston (Congosto de Valdavia), El Monasterio de Sant Facunt (Monasterio de Sahagún), Sant Facunt (Sahagún), Monesterio de Santa Maria de Trianos (Monasterio de Santa María de Trianos), Riba Ruya (Ribarrubia, término de Calzada del Coto), Palaçiuelos (Palazuelos, término de Codornillos), Calçada çerca de Sant Facunt (Calzada del Coto), 
Codornillos (Codornillos), Villa Peçenni (Villapeceñil), Sant Andres çerca de Sant Facunt (San Andrés, término de Sahagún), Castellanos (Castellanos), Calçadiella (Calzadilla de los Hermanillos), Villa Çenton (Villacintor), Villa Mizar (Villamizar), Santa Maria del Monte (Santa María del Monte Cea), Castro Mudarra (Castromudarra), Arcayos (Arcayos), Villa Uerde de Arcayos (Villaverde de Arcayos), Lagaricos (Lagartos),
Villazan (Villazan), Villa Sanço (Villazanzo de Valderaduey), Çelada (Celada, término de Celada de Cea), 
Sant Andres de Regla (San Andrés de Regla), Ruy Sero (Riosequillo), Villa Lebin (Villalebrín), Villa Diego (Villadiego de Cea), Villambran (Villambrán de Cea), Hoques (Hoques, término de Villacalabuey), Villa Mohol (Villamol), Villa Çaran (Villacerán), Lema çerca de *Roscales (Lomas de Castrejón), Villa Saban (Villacerambre, término de Villalebrín), Val de Uaniego (Valdebaniego, término de Villavelasco de Valderaduey), Sant Felizes (Saelices del Río), Castro Hanne (Castroañe), Çea (Cea), Vanaçides (Banecidas), Bustiello (Bustillo de Cea),
Barriales (Barriales, Saelices del Río), Villa Salan (Villaselán), Santa Maria del Río (Santa María del Río),
Villa Cala Buey (Villacalabuey), Ual de Escapa (Valdescapa), Moços (Mozos), Ualde Uida (Valdavida), *Yecla (Yecla, término de Villaverde de Arcayos), Renedo (Renedo de Valderaduey), Castriello (Castrillo de Valderaduey), Villella de Otero (Velilla de Valderaduey), Carbaial (Carbajal de Valderaduey), Villavelasco (Villavelasco de Valderaduey), *Sant Pedro de Aradue (San Pedro de Valdaraduey), Villalman (Villalman), 
Ioara (Joara), Çelada (Celada de Cea), Sant Martin de la *Cueza (San Martín de la Cueza), Sant Heruas (Santervás de la Vega), Ribiella çerca Val Cauado (Revilla Cerca Valcavado, término de Santa Olaja de la Vega),
Alua de *Cardannos (Alba de Cardaños), *Campo Redondo (Camporredondo de Alba), Val Surbio (Valsurbio), 
Cardanno de Suso (Cardaño de Arriba), Cardanno de Yuso (Cardaño de Abajo), Tablares (Tablares, término de Congosto de Valdavia), Puebla (La Puebla de Valdavia), Renedo (Renedo de Valdavia), Polvorosa (Polvorosa), Arniellas (Arenillas de San Pelayo), Ayuela (Ayuela), Tauanera (Tabanera de Valdavia), Valles (Valles de Valdavia), Arnilleias (Arenillejas, término de Arenillas de San Pelayo), Villa Abasta (Villabasta), Villa Heles (Villaeles de Valdavia), Ozuela (Ozuela, término de Valles de Valdavia), Val Henoso (Valenoso), Villa Prouiano (Villaproviano), Portelleio (Portillejo), Villa Sur (Villasur), Arnedo (Renedo del Monte), 
Ralea (Relea de la Loma), Poza (Poza de la Vega), Villa Munno d'Auia (Villanuño de Valdavia) y Valde Rauano (Valderrábano).
- Datos: Q16606492